# 24 Horas de Le Mans de 1935
As 24 Horas de Le Mans de 1935 foi o 13º grande prêmio automobilístico das 24 Horas de Le Mans, tendo acontecido nos dias 15 e 16 de junho 1935 em Le Mans, França no autódromo francês, Circuit de la Sarthe.

## Resultados Finais
| Pos    | Class | Nº | Equipe                         | Pilotos                                        | Chassis                             | Motor                           | Voltas |
| ------ | ----- | -- | ------------------------------ | ---------------------------------------------- | ----------------------------------- | ------------------------------- | ------ |
| 1      | 5.0   | 4  | Arthur W. Fox & Charles Nichol | Johnny Hindmarsh Luis Fontés                   | Lagonda M45R Rapide                 | Meadows 4.5L I6                 | 222    |
| 2      | 3.0   | 12 | Pierre-Louis Dreyfus           | Pierre-Louis Dreyfus Henri Stoffel             | Alfa Romeo 8C 2300                  | Alfa Romeo 2.3L Supercharged I8 | 222    |
| 3      | 1.5   | 29 | Roy Eccles                     | Charles E.C. Martin Charles Brackenbury        | Aston Martin 1½ Ulster              | Aston Martin 1.5L I4            | 215    |
| 4      | 1.5   | 24 | Riley Motor Company Ltd.       | Alex can der Becke Cliff Richardson            | Riley Nine MPH Six Racing           | Riley 1.5L I4                   | 208    |
| 5      | 5.0   | 7  | "Michel Paris"                 | Louis Paris Marcel Mongin                      | Delahaye 18CV Sport                 | Delahaye 3.2L I6                | 207    |
| 6      | 2.0   | 21 | Guy Don                        | Guy Don Jean Desvignes                         | Alfa Romeo 6C                       | Alfa Romeo 1.8L I6              | 204    |
| 7      | 1.5   | 38 | Jean Trévoux                   | Jean Trévoux René Carriére                     | Riley Nine MPH Six Racing           | Riley 1.5L I4                   | 204    |
| 8      | 1.5   | 33 | Maurice Faulkner               | Maurice Faulkner Tom Clarke                    | Aston Martin 1½ Ulster              | Aston Martin 1.5L I4            | 202    |
| 9      | 1.1   | 42 | Philippe Maillard-Brune        | Philippe Maillard-Brune Charles Druck          | MG Magnette K3                      | MG 1.1L Supercharged I6         | 202    |
| 10     | 1.5   | 32 | C.T. Thomas                    | C.T. Thomas M. Kenyon                          | Aston Martin 1½ Ulster              | Aston Martin 1.5L I4            | 199    |
| 11     | 1.5   | 31 | P.L. Donkin                    | Peter Donkin Lord Malcolm Douglas-Hamilton     | Aston Martin 1½ Ulster              | Aston Martin 1.5L I4            | 199    |
| 12     | 1.5   | 27 | John Cecil Noël                | Jim Elwes Mortimer Morris-Goodall              | Aston Martin 1½                     | Aston Martin 1.5L I4            | 196    |
| 13     | 5.0   | 14 | Arthur W. Fox & Charles Nichol | Dudley Benjafield Sir Roland Gunter            | Lagonda M45R Rapide                 | Meadows 4.5L I6                 | 196    |
| 14     | 1.5   | 26 | Louis Villeneuve               | Louis Villeneuve André Vagniez                 | Bugatti Type 51A                    | Bugatti 1.5L Supercharged I8    | 195    |
| 15     | 1.5   | 30 | R.P. Gardner                   | R.P. Gardner A.C. Beloë                        | Aston Martin 1½ Ulster              | Aston Martin 1.5L I4            | 190    |
| 16     | 1.1   | 51 | F.S. Barnes                    | Frank Stanley Barnes Alf Langley               | Singer Nine Le Mans Replica         | Singer 1.0L I4                  | 183    |
| 17     | 1.5   | 34 | André Hénon                    | André Hénon Roger Rès                          | Singer 1½ Litre Le Mans             | Singer 1.5L I4                  | 177    |
| 18     | 1.1   | 45 | Mme Anne-Cecile Rose-Itier     | Anne-Cecile Rose-Itier Rober Jacob             | Fiat 508S Balilla Sport             | Fiat 1.0L I4                    | 172    |
| 19     | 1.1   | 48 | Gordon Hendy                   | Gordon Hendy James Boulton                     | Singer Nine Sports                  | Singer 1.0L I4                  | 171    |
| 20     | 1.1   | 54 | Anthony Marsh                  | Arthur Marsh H.B. Guest                        | Singer Nine Le Mans Replica         | Singer 1.0L I4                  | 160    |
| 21     | 1.1   | 46 | Gaston Duval                   | Gaston Duval Jean Treunet                      | B.N.C.                              | B.N.C. 1.0L I4                  | 160    |
| 22     | 1.1   | 52 | Raymond Gaillard               | Raymond Gaillard Maurice Aimé                  | Singer Nine Le Mans Replica         | Singer 1.0L I4                  | 159    |
| 23     | 1.1   | 53 | Guy Lapchin                    | Guy Lapchin Jacques Savoye                     | Singer Nine Le Mans                 | Singer 1.0L I4                  | 155    |
| 24     | 1.1   | 56 | Capt. G.E.T. Eyston            | Joan Richmond Miss Gordon Simpson              | MG PA Midget                        | MG 0.8L I4                      | 153    |
| 25     | 1.1   | 55 | Capt. G.E.T. Eyston            | Doreen Evans Barbara Skinner                   | MG PA Midget                        | MG 0.8L I4                      | 153    |
| 26     | 1.1   | 54 | Capt. G.E.T. Eyston            | Margaret Allen Coleen Eaton                    | MG PA Midget                        | MG 0.8L I4                      | 152    |
| 27     | 750   | 62 | John Carr                      | John Carr John Barbour                         | Austin 7 Speedy                     | Austin 0.7L I4                  | 141    |
| 28     | 750   | 60 | Austin                         | Charles Dodson R.G. Richardson                 | Austin 7 Speedy                     | Austin 0.7L I4                  | 138    |
| 29 DNF | 3.0   | 8  | Anthony Lago Auguste Bodoignet | Auguste Bodoignet Gabriel Constant             | Talbot T150 Baby Sport              | Talbot 3.0L I6                  | 181    |
| 30 DNF | 1.5   | 36 | Riley Motor Company Ltd.       | Jean Sébilleau Georges Delaroche               | Riley Nine MPH Six Racing           | Riley 1.5L I4                   | 149    |
| 31 DNF | 1.5   | 35 | Riley Motor Company Ltd.       | Freddi Dixon Cyril Paul                        | Riley Nine MPH Six Racing           | Riley 1.5L I4                   | 130    |
| 32 DNF | 1.1   | 44 | Amédée Gordini                 | Amédée Gordini Carlo Nazarro                   | Fiat 508S Balilla Sport Coppa D'Oro | Fiat 1.0L I4                    | 129    |
| 33 DNF | 5.0   | 6  | Bernardo de Souza Dantas       | Bernardo de Souza Dantas Roger Teillac         | Bugatti Type 57                     | Bugatti 3.3L I8                 | 129    |
| 34 DNF | 3.0   | 10 | Earl Howe                      | Earl Howe Brian E. Lewis                       | Alfa Romeo 8C 2300                  | Alfa Romeo 2.3L Supercharged I8 | 129    |
| 35 DNF | 3.0   | 18 | Comte Georges d'Arnoux         | Georges d'Arnoux Pierre Merlin                 | Bugatti Type 55                     | Bugatti 2.3L I6                 | 128    |
| 36 DNF | 3.0   | 11 | Luigi Chinetti                 | Luigi Chinetti Jacques Gastaud                 | Alfa Romeo 8C 2300                  | Alfa Romeo 2.3L Supercharged I8 | 116    |
| 37 DNF | 5.0   | 8  | Roger Labric                   | Roger Labric Pierre Veyron                     | Bugatti Type 50S                    | Bugatti 5.0L I8                 | 116    |
| 38 DNF | 1.1   | 50 | J.R.H. Baker                   | J.R.H. Baker Norman Black                      | Singer Nine Le Mans Replica         | Singer 1.0L I4                  | 107    |
| 39 DNF | 750   | 59 | Austin                         | Pat Driscoll C. Don Parish                     | Austin 7                            | Austin 0.7L I4                  | 106    |
| 40 DNF | 1.1   | 39 | Maurice Baumer                 | Maurice Baumer John Ludovic Ford               | MG Magnette K3                      | MG 1.1L Supercharged I6         | 99     |
| 41 DNF | 1.1   | 58 | Philipee Maillard-Brune        | Jean Viale Albert Debille                      | MG PB Midget                        | MG 0.8L Supercharged I4         | 98     |
| 42 DNF | 1.5   | 22 | "Tim Davies"                   | "Tim Davies" A.F.P. Pane                       | Frazer Nash Shelsley                | Gough 1.5L I4                   | 96     |
| 43 DNF | 1.1   | 41 | Eddie Hertzberger              | Eddie Hertzberger "Raph"                       | MG Magnette K3                      | MG 1.1L Supercharged I6         | 92     |
| 44 DNF | 1.1   | 43 | Ecurie de L'Ours G. Boursin    | Marcel Horvilleur Gaston Serff                 | Amilcar CG "Spéciale Martin"        | Amilcar 1.1L I4                 | 91     |
| 45 DNF | 750   | 61 | Austin                         | Charles Goodacre R.F. Turner                   | Austin 7                            | Austin 0.7L I4                  | 89     |
| 46 DNF | 2.0   | 19 | Derby                          | Gwenda Stewart Charles Worth                   | Derby                               | Derby 2.0L I4                   | 87     |
| 47 DNF | 1.5   | 23 | M.T.U. Collier                 | Michael Collier Peter Mitchell-Thomson         | Frazer Nash TT Replica              | Gough 1.5L I4                   | 77     |
| 48 DNF | 2.0   | 20 | Ecurie Argo                    | Paul Vallée Albert Blondeau                    | Bugatti Type 35                     | Bugatti 2.0L Supercharged I8    | 74     |
| 49 DNF | 3.0   | 15 | Raymond Sommer                 | Raymond Sommer Raymond de Saugé Desttrez       | Alfa Romeo 8C 2300                  | Alfa Romeo 2.3L Supercharged I8 | 69     |
| 50 DNF | 3.0   | 9  | "M. Rekip"                     | René Kippeurt Edmont Nebout                    | Bugatti Type 44                     | Bugatti 3.0L I8                 | 64     |
| 51 DNF | 1.1   | 49 | Singer Ltd.                    | John Donald Barnes Tommy Wisdom                | Singer Nine Le Mans Replica         | Singer 1.0L I4                  | 57     |
| 52 DNF | 5.0   | 5  | Daniel Porthault               | Daniel Porthault Just-Emile Vernet             | La Lorraine B3-6                    | La Lorraine 3.5L I6             | 52     |
| 53 DNF | 1.5   | 37 | Riley Motor Company Ltd.       | Percy Maclure Sammy Newsome                    | Riley Nine MPH Six Racing           | Riley 1.5L I4                   | 47     |
| 54 DNF | 1.5   | 28 | R.E. Tongue                    | Clifton Penn-Hughes Thomas Forthringham-Parker | Aston Martin 1½                     | Aston Martin 1.5L I4            | 45     |
| 55 DNF | 1.5   | 25 | Riley Motor Company Ltd.       | Elsie Wisdom Kaye Petre                        | Riley Nine MPH Six Racing           | Riley 1.5L I4                   | 38     |
| 56 DNF | 8.0   | 1  | Prince Nicholas of Romania     | Prince Nicholas of Romania Emile Beghin        | Duesenberg Model J                  | Duesenberg 7.0L I8              | 38     |
| 57 DNF | 3.0   | 16 | Ecurie Argo                    | "Chaude" Max Fourny                            | Bugatti Type 55                     | Bugatti 2.3L I6                 | 26     |
| 58 DNF | 1.1   | 47 | Ian Connell                    | Ian Connell Nevil Lloyd                        | Singer Nine Le Mans Replica         | Singer 1.0L I4                  | 17     |

Legenda :DNQ = Não largou - DNF = Abandono - NC = Não classificado - DSQ= Desqualificado